# Rosmarie Röse
Rosmarie Röse (* 1999, auch Rosmarie Roese und Rosemarie Röse) ist eine deutsche Schauspielerin.

## Biografie
Rosmarie Röse bekam 2015 eine Rolle in dem ersten Tatort mit Heike Makatsch als Kriminalhauptkommissarin Ellen Berlinger. Die 2016 gesendete Folge trägt den Titel Fünf Minuten Himmel und bescherte der jungen Darstellerin gleich eine Hauptrolle. Sie spielte das Mädchen, das den Liebhaber seiner Mutter tötet. Auch in ihrer nächsten Rolle wirkte Röse wiederum in einem Krimi mit, und zwar in einer Folge der Kriminalreihe Der Bozen-Krimi unter der Regie von Thorsten Näter. Daran schloss sich eine Rolle in einer Folge der Krankenhausserie In aller Freundschaft – Die jungen Ärzte an. Ende des Jahres hatte Röse dann wiederum einen Einsatz in einem Krimi, diesmal in Solo für Weiss – Die Wahrheit hat viele Gesichter, wo sie die Tochter des von Marcus Mittermeier verkörperten skrupellosen Besitzers von Autowaschstraßen spielte, der in den Handel mit sehr jungen Mädchen verwickelt ist.
Rosmarie Röse lebt in Berlin und betreibt neben der Schauspielerei Eiskunstlauf und Tanz (Ballett, Jazz-Lyrical & Modern Dance).

## Filmografie
- 2016: Tatort: Fünf Minuten Himmel (Fernsehreihe)
- 2016: Der Bozen-Krimi – Macht und Ohnmacht
- 2016: In aller Freundschaft – Die jungen Ärzte (Fernsehserie, Folge 79 Bekenne Dich)
- 2016: Solo für Weiss – Die Wahrheit hat viele Gesichter
- 2018: SOKO Köln (Fernsehserie, Folge Monster)
- 2019: Notruf Hafenkante (Fernsehserie, Folge Gier)
- 2020: Stralsund: Blutlinien
- seit 2020: Fritzie – Der Himmel muss warten
- 2021: Nord Nord Mord – Sievers und der goldene Fisch